# Оу Чулян
Оу Чулян (кит.: 区楚良, нар. 26 серпня 1968, Гуанчжоу) — китайський футболіст, що грав на позиції воротаря. По завершенні ігрової кар'єри — тренер.
Виступав, зокрема, за клуби «Гуандун Хуньюань» та «Юньнань Хунта», а також національну збірну Китаю.

## Клубна кар'єра
У дорослому футболі дебютував 1988 року виступами за команду клубу «Гуандун Хуньюань», в якій провів дев'ять сезонів, взявши участь у 63 матчах чемпіонату. 
Протягом 1998—1999 років захищав кольори команди клубу «Шанхай Шеньхуа».
Своєю грою за останню команду привернув увагу представників тренерського штабу клубу «Юньнань Хунта», до складу якого приєднався 2000 року. Відіграв за команду з Куньміна наступні три сезони своєї ігрової кар'єри. Більшість часу, проведеного у складі «Юньнань Хунта», був основним гравцем команди.
Завершив професійну ігрову кар'єру у клубі «Чунцін Ліфань», за команду якого виступав протягом 2004 року.

## Виступи за збірну
У 1992 році дебютував в офіційних матчах у складі національної збірної Китаю. Протягом кар'єри у національній команді, яка тривала 11 років, провів у формі головної команди країни 75 матчів.
У складі збірної був учасником кубка Азії з футболу 1992 року в Японії, на якому команда здобула бронзові нагороди, кубка Азії з футболу 1996 року в ОАЕ, кубка Азії з футболу 2000 року у Лівані, а також чемпіонату світу 2002 року в Японії і Південній Кореї, на якому, утім, вже був лише резервним голкіпером.

## Кар'єра тренера
Розпочав тренерську кар'єру невдовзі по завершенні кар'єри гравця, 2005 року стави тренером воротарів олімпійської збірної Китаю.
В подальшому входив до тренерських штабів клубів «Шанхай Шеньхуа» і «Хенань Цзяньє». 
Протягом 2008–2016 років відповідав за підготовку воротарів у національній збірній Китаю.

## Титули і досягнення
- Бронзовий призер Кубка Азії: 1992
- Срібний призер Азійських ігор: 1994